# Гордана Каровић
Гордана Каровић (Београд, 1960) српска је археолошкиња и кустоскиња у Музеју науке и технике у Београду.

## Биографија
Гордана Каровић је рођена 31. августа 1960. године у Београду. У родном граду је завршила основну школу „Браћа Барух” и 14. београдску гимназију. На Одељење за археологију на Филозофском факултету Универзитета у Београду уписала се школске 1980/1981. године.
Године 1987. дипломирала је класичну археологију са просечном оценом 9,28. За свој дипломски рад под називом Римско стакло на територији Југославије добила је Октобарску награду града Београда. Одбраном теме Проблеми конзервације и заштите подводних археолошких налаза иналазишта у Црногорском подморју стекла је звање магистра археологије на Филозофском факултету у Београду, 2008. године.

### Републички завод за заштиту споменика културе Београд
Од 1. марта 1993. године до 15. новембра 2006. године радила је у Републичком заводу за заштиту споменика културе Београд. Током 2004. и 2005. године била је шеф Одељења за истраживање, заштиту и документацију. Бавила се пословима и пројектима попутː
- Заштитна археолошка ископавања на античком локалитету Улпијана код Грачанице
- Руководилац теренских радова на археолошком чишћењу Великог ратног бунара Петроварадинске тврђаве
- Руководилац заштитних археолошких ископавања на локалитету Калварија у Тителу
- Руководилац Пројекта подводних археолошких истраживања остатакаТрајановог моста на Дунаву код Костола - Турну Северина
- Коауторство документарног филма Трајанов мост - 19 векова касније који је први пут приказан на Фестивалу археолошког филма у Народном музеју у Београду 2004. године

Гордана је аутор мултимедијалне презентације под називом Trajan’s bridge New Tendencie, која је припремљена за годишњи скуп Америчког археолошког института, сесија Deep Submergence Archaeology: The Final Frontier у Бостону, али и поводом предавања за студенте археологије на Универзитету Британске Колумбије у Канади.
Од 1995. до 1997. године била је члан и секретар редакције Гласника Српског археолошког друштва, а од 1997. до 2004. године члан редакције Гласника Друштва конзерватора Србије. У периоду од 1997-1999. године била је Секретар Националног комитета ICOMOS-a. Године 1997. била је руководилац сектора на подводним археолошким истраживањимa Себастоса, античке луке града Приморска Цезареја у Израелу.
Током 2005. и 2006. године била је истакнути помоћник директора за теренска истраживања на систематским археолошким ископавањима античког града Херсонеса на Криму у Украјини, у оквиру заједничког пројекта Института за класичну археологију Универзитета у Тексасу и Националног резервата кримског Херсонеса, Севастопољ. Пројекат је био под руководством проф. др Адама Рабиновича. Године 2006. је урадила пројекат историјског истраживања и уклањања бродских олупина немачке црноморске и дунавске флоте из Другог светског рата на Дунаву код Прахова за Eвропску агенцију за реконструкцију (енгл. ЕАR). Све до одласка из Завода 2006. године, била је члан Одбора САНУ за археолошка истраживања у Винчи.

### Музеј науке и технике Београд
Гордана је од 16. новембра 2006. године запослена у Музеју науке и технике у Београду као кустос и оснивач Збирке речног бродарства и Збирке српског поморства, у коме и данас ради. Неки од најистакнутијих послова и пројеката суː
- Пројекат за оснивање Музеја историје пловидбе у Београду
- Индустријско наслеђе Црне Горе, Морнаричко-технички ремонтни завод „Сава Ковачевић“, Арсенал Тиват, за потребе Регионалног завода за заштиту споменика културе Котор, заједно са Рифатом Куленовићем
- Просторни план подручја посебне намене међународног пловног пута Е-80 — Дунав - Подводна културна баштина, за потребе Републичког завода за заштиту споменика културе Београд
- Преузимање Збирке Југословенског речног бродарства (ЈРБ), некадашњи Музеј речног саобраћаја
- „Шарганска осмица“ пруга узаног колосека, Студија заштите техничко инжењерског решења, заједно са Миленом Милићевић

Од 2013. године па до данас Гордана је члан комисије Министарства културе за издавање дозвола за археолошка истраживања и ископавања. Била је од 2013. до 2015. године члан надзорног органа над послом вађења потопљених пловних објеката нa Дунаву, Сави и Тиси испред Министарства културе и информисања Републике Србије. Организовала је неколико научних скупова међу којима се истичу „Историја пловидбе Ђердапском клисуром“ који је одржан у периоду од 27-28. септембра 2016. и 5. међународна конференција Европске мреже речних музеја која је одржана у периоду од 25-28. септембра 2018. године у Музеју науке и технике у Београду.

### Остало
Као представник Републике Србије учествовала је од 2003. до 2010. године на скуповима посвећеним УНЕСКО Конвенцији 2001 о заштити подводне културне баштине у градовима попутː Сиракуза, Париз, Задар и Истанбул. Гордана је један од оснивача и председник удружења за заштиту подводне културне баштине и очување традиције пловидбе Aqua et Archaeologia. Поред учешћа на научним и стручним скуповима, одржала је и преко 60 јавних предавања. Аутор је великог броја публикованих и непубликованих радова.

## Изложбе
Гордана Каровић је организатор и аутор већег броја изложби међу којима се истичу следећеː
- Културна добра на води (2007), поводом Дана европске баштине у сарадњи са Удружењем бродомоделара Панон из Панчева
- Пловидба на Дунаву у 19. и 20. веку (2009), поводом Дана Дунава у сарадњи са Удружењем бродомоделара Панон из Панчева
- Капетани река и мора, Србија и Бока Которска (2012), у Галерији Бућа у Тивту
- Први светски рат из фондова научно-техничких музеја Србије (2014) у Музеју науке и технике Београд
- Дунавска клисура - српска обала. Природна, културна итуристичка баштина Националног парка Ђердап (2016) у Музеју Баната у Темишвару
- „Летња изложба макета Збирке речног бродарства“ (2018) у Музеју науке и технике Београд
- „Дунав у Србији - путовање кроз техничке музеје“ (2018) у Музеју науке и технике Београд